# Цуркан Вадим Лауренційович
Цурка́н Вади́м Лауре́нційович (* 19 травня 1969, м. Чаган (Семипалатинськ-4), Казахстан) — український артист балету, хореограф. Заслужений працівник культури України (2014). Завідувач трупою Національної оперети України.

## Життєпис
Вадим Цуркан народився 19 травня 1969 в містечку Чаган (Семипалатинськ-4) (Казахстан).
У Київському театрі оперети працює з 1991 року.
Як соліст балету театру брав участь у всіх репертуарних виставах.
2010 року брав участь у Міжнародному фестивалі музичних перфомансів «Життя прекрасне» (Бухарест, Румунія).
З 2013 — виконувач обов'язків завідувача трупою.
З 2014 — завідувач трупою Національної оперети України.

## Сольні номери
- Чарлстон («Фіалка Монмартру» І. Кальмана)
- Степ («Моя чарівна леді» Ф. Лоу)
- Ритмо-танець («Танго життя»)
- Характерний номер «Дід» («Welcome to Ukraine, або Подорож у кохання»)
- Чардаш («Сільва» І. Кальмана)
- Концертний номер («Чабани»)

## Акторські ролі
- Льошка у «Фант! Гав! Гав!»
- Кай у «Сніговій королеві»